# Anuszawan Dżamkoczjan
Anuszawan (imię świeckie Andranik Dżamkoczjan, ur. 1971 w Eczmiadzynie) – duchowny Apostolskiego Kościoła Ormiańskiego, od 2006 biskup pomocniczy Eczmiadzyna. 

## Życiorys
Święcenia kapłańskie przyjął w 1995. Sakrę biskupią otrzymał 19 listopada 2006. Od 2005 jest dziekanem wydziału teologicznego na Uniwersytecie Erywańskim. 